# Camajuaní
Camajuaní là một đô thị cảng ở tỉnh Villa Clara của Cuba.

## Lịch sử
Năm 1819, người ta quyết định xây một cảng mới gần Caibarién để thay thế cảng cũ ở Tesisco. Kể từ thời điểm đó, dân cư đã định cư ở xung quanh khu vực này và tạo một làng mới. Thị trấn Caibarien được lập năm 1832 và năm 1841 lập thành phố. Năm 1864, một tuyến đường sắt đã được kéo dài đến đây. Đây là thời điểm khai sinh ra làng Camajuani.
Ngày 1 tháng 1 năm 1871, người ta tuyên bố Camajuani là một «villa» và ngày 1 tháng 8 năm 1879, tòa thị chính được thiết lập, thị trưởng của villa là Hipólito Escobar Martelo. 

## Địa lý

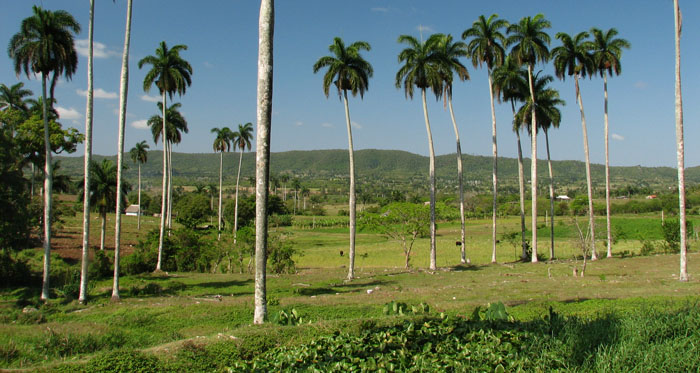
Thung lũng Camajuani

Camajuaní nằm ở trong một thung lũng bao quanh bởi một dãy núi già. Thành phố nằm chủ yếu trên một vùng bằng phẳng. Sông Camajuani chảy qua thành phố, sông Sagua la Chica cũng chảy qua đây.

## Dân cư
Năm 2004, đô thị Camajuaní có 63.544 dân. diện tích 614 km² (237,1 mi²), với mật độ dân số 103,5người/km² (268,1người/sq mi).
Thành phố được chia thnahf các barrio Cabecera, Sabana, Salamanca, Santa Clarita và Santa Fe.